# Éveline Garnier
Pour les articles homonymes, voir Garnier.
Éveline Geneviève Anna Garnier, née le 6 mai 1904 et morte le 22 octobre 1989 dans le 16e arrondissement de Paris, est une figure de la Résistance française. Bibliothécaire, elle fut active dans la Résistance au cours de la Seconde Guerre mondiale aux côtés de sa compagne Andrée Jacob, de Henri Frenay et de Claude Bourdet.

## Biographie
Elle est la fille de Charles Marie Georges Garnier (1869-1956), professeur de littérature et de langue anglaise au lycée Janson-de-Sailly, inspecteur général de l'instruction publique et écrivain. Sa mère, Jeanne Julie Gabrielle Maritain (1875-1955), était la sœur du philosophe catholique Jacques Maritain. Sa grand-mère maternelle, Geneviève Favre (1855-1943), a pu être dépeinte comme une "forte personnalité idéaliste, féministe, passionnée de justice"; elle-même se qualifiait de "vieille militante", "pacifiste", "libre-penseuse" et "libre-croyante".
Ses parents, tous deux d'obédience protestante, divorcèrent peu avant la Première Guerre mondiale.
Éveline Garnier a été la compagne d'une autre résistante, Andrée Jacob, rencontrée dans les milieux chrétiens gravitant autour de son oncle Jacques Maritain. Ce dernier la désigna comma sa légataire principale.
Elle meurt le 22 octobre 1989 à l'hôpital Sainte-Périne.

## Action dans la Résistance
Éveline Garnier a pris une part active dans la Résistance intérieure française au cours de la Seconde Guerre mondiale. Son alias est Anne.
Alors que son oncle se trouve bloqué au Canada et aux États-Unis pour cause d'enseignements à dispenser là-bas, elle se tourne rapidement vers la Résistance. Au sein du mouvement Combat, en étroite collaboration avec Claude Bourdet, elle participe à de nombreuses activités : renseignement, recrutement, organisation, action. Elle prête aussi main-forte au Père Foussard, au sein du Réseau Comète chargé de récupérer les aviateurs alliés parachutés sur le sol français,. 
Avec sa compagne Andrée Jacob, alias Danielle, elle devient secrétaire générale adjointe du réseau NAP (Noyautage des administrations publiques) en septembre 1943, puis cheffe de ce réseau à partir de mars 1944. Elle a également permis de sauver des juifs en leur fabricant de faux papiers.
Après la Libération, Andrée Jacob et elle se mettent au service du ministère des Anciens combattants de la Résistance et des Déportés.

## Décorations
- Chevalière de la Légion d'honneur (1946)
- Croix de guerre 1939–1945, palme de bronze (1946)
- Médaille de la Résistance française (1945)

## Reconnaissances posthumes
À l’occasion du 75e anniversaire de la Libération de Paris, l'allée Éveline-Garnier et l'allée Andrée-Jacob sont inaugurées dans le 2e arrondissement de Paris le 29 août 2019,,.

## Publications
- Éveline Garnier, « Contraste de New York ou ce que M. Herriot n'aura pas vu », Esprit : revue internationale, Paris, 1933
- Éveline Garnier, « Souvenirs sur mon oncle », Cahiers Jacques Maritain, Paris, vol. 2